# Quatre Pas dans les nuages (film, 1942)
Pour plus de détails, voir Fiche technique et Distribution.
Quatre Pas dans les nuages (titre original : Quattro passi fra le nuvole) est un film italien réalisé en 1942 par Alessandro Blasetti. 
Ce film a fait l'objet d'un remake homonyme, mais aussi connu sous le titre Sous le ciel de Provence (titre italien : Era di venerdì 17), réalisé par Mario Soldati en 1956.

## Synopsis
- Un commis voyageur marié rencontre dans un autocar une fille enceinte qui n'ose pas rentrer chez son père, un paysan. Il accepte de passer pour son fiancé afin d'obtenir le pardon de celui-ci et son droit à une maternité consentie.

## Fiche technique
- Titre original : Quattro passi fra le nuvole
- Titre français : Quatre Pas dans les nuages
- Réalisation : Alessandro Blasetti
- Scénario : Cesare Zavattini, Aldo De Benedetti, Piero Tellini, Giuseppe Amato, A. Blasetti.
- Photographie : Václav Vich, noir et blanc
- Musique : Alessandro Cicognini
- Décors : Virgilio Marchi
- Montage : Mario Serandrei
- Production : Cines, G. Amato
- Durée : 95 minutes
- Pays de production :  Royaume d'Italie
- Date de sortie :
  - Royaume d'Italie : 23 décembre 1942
- Genre : Comédie

## Distribution artistique
- Gino Cervi : Paolo Bianchi, le commis voyageur
- Adriana Benetti : Maria, la jeune femme enceinte
- Carlo Romano : Antonio, le chauffeur
- Giuditta Rissone : Clara, la femme de Paolo
- Margherita Seglin : sora Lisa, la mère de Maria
- Guido Celano : Pasquale, le frère de Maria
- Giancinto Molteni : sor Matteo, le grand-père de Maria
- Aldo Silvani : sor Luca, le père de Maria
- Mario Siletti : le facteur

## Commentaire
- Réalisation à la « sensibilité charmeuse et d'une hardiesse feutrée » (Gérard Legrand), Quatre Pas dans les nuages emprunte, entre songe et réalité, le sillage des films d'un Mario Camerini. Dirigé presque entièrement en studio, le film fut paradoxalement considéré comme une des premières manifestations du néoréalisme. Il le fut, sans doute, dans l'esprit, et la présence comme scénariste de Cesare Zavattini n'est pas fortuite. Pour Carlo Lizzani, Quatre Pas dans les nuages constituait, à ce moment-là,  « un retour au monde réel, et à la vie quotidienne. L'homme de la rue, longtemps obligé à se costumer pour défiler en parade, pouvait se reconnaître dans le petit commis voyageur, les rues modestes, la grande banlieue où se déroulait l'action, et la tenace dramaturgie des faits quotidiens contrastait avec bonheur et spontanéité avec le visage officiel de la guerre. »[1]

## Le point de vue du réalisateur
- Dans un entretien avec Jean A. Gili, Blasetti reconnaît modestement : « (...) C'est un film qui m'intéressait et dont j'ai été un des artisans : de manière minuscule comme collaborateur à l'écriture du scénario définitif, de manière fondamentale en tant que metteur en scène professionnel. J'ai obtenu un grand succès, mais, face à ce succès, j'ai senti le devoir de déclarer : Ce n'est pas moi qui ai voulu faire ce film, (...) je l'ai adapté à ma manière de faire ; je l'ai réalisé avec mes idées, cependant le film n'était pas dans mes intentions. Quand je suis arrivé, Giuseppe Amato pensait le produire, Zavattini et Tellini l'avaient écrit et Aldo De Benedetti avait fait les dialogues. J'ai senti le devoir de ne pas me couvrir des plumes du paon, une attitude que j'ai toujours abhorrée. »[2]
- Blasetti ajoute, par ailleurs, dans la même interview : « (...) La scène finale aussi est très importante : nous retrouvons toujours les mêmes choses, la prise de position contre la violence, contre l'autorité, contre tout. Cervi (dans le rôle du commis voyageur) se rebelle contre le père, il ne veut pas amener avec lui la jeune fille. Le sens du bien l'emporte, le père baisse la tête et retient sa fille. C'est un film très humain, c'est pour cela que je l'ai choisi et que je l'ai fait. »